# Tožská kuchyně

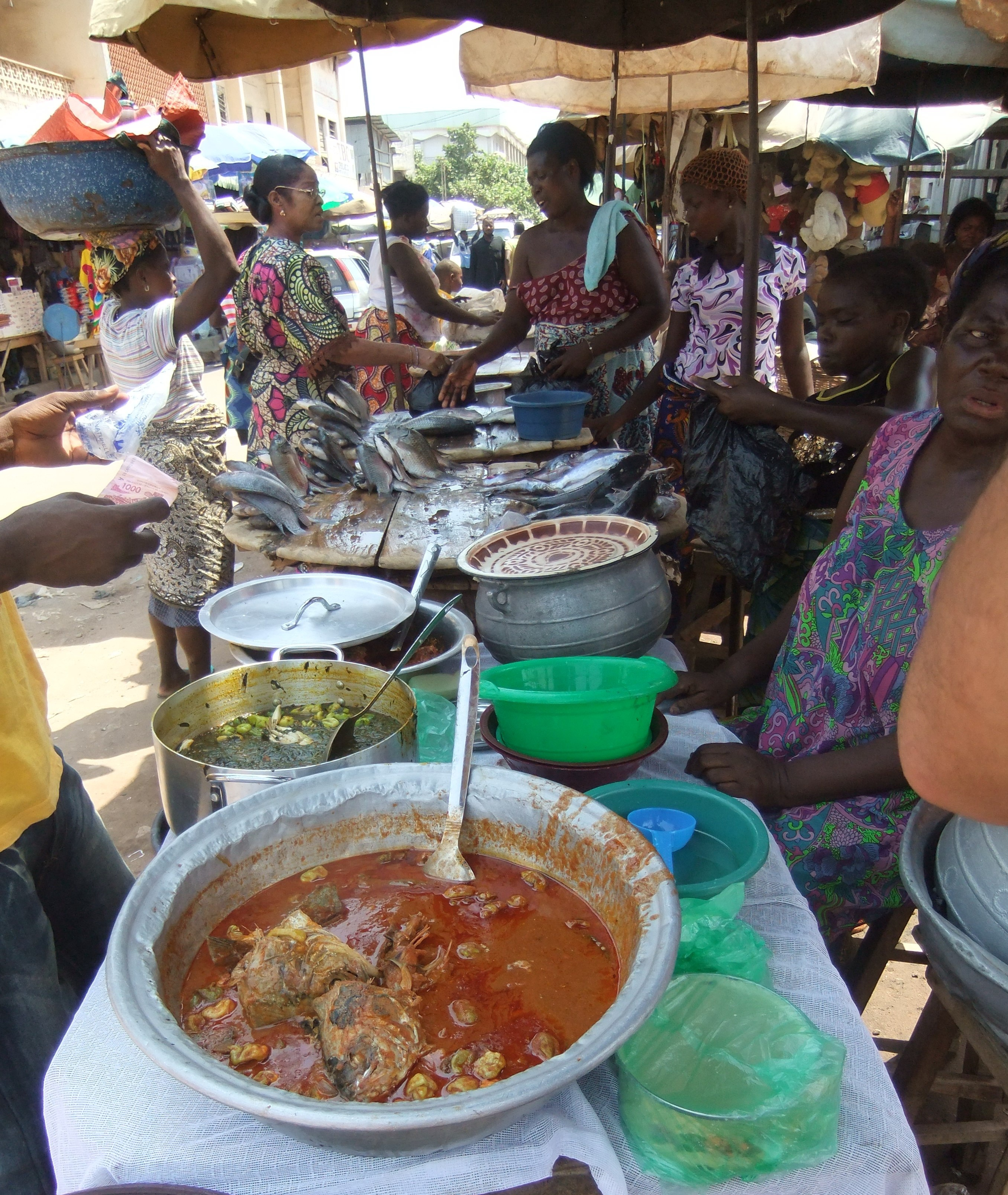
Pokrmy podávané ve městě Lomé

Tožská kuchyně je kombinací afrických, francouzských a německých vlivů. Základní potravinou v Togu je kukuřice, dále se používá rýže, čirok, jáhly, batáty (sladké brambory), plantainy, okra, arašídy, zelenina a fazole. Maso se používá nejčastěji rybí nebo kuřecí, někdy se na maso loví i krysy.

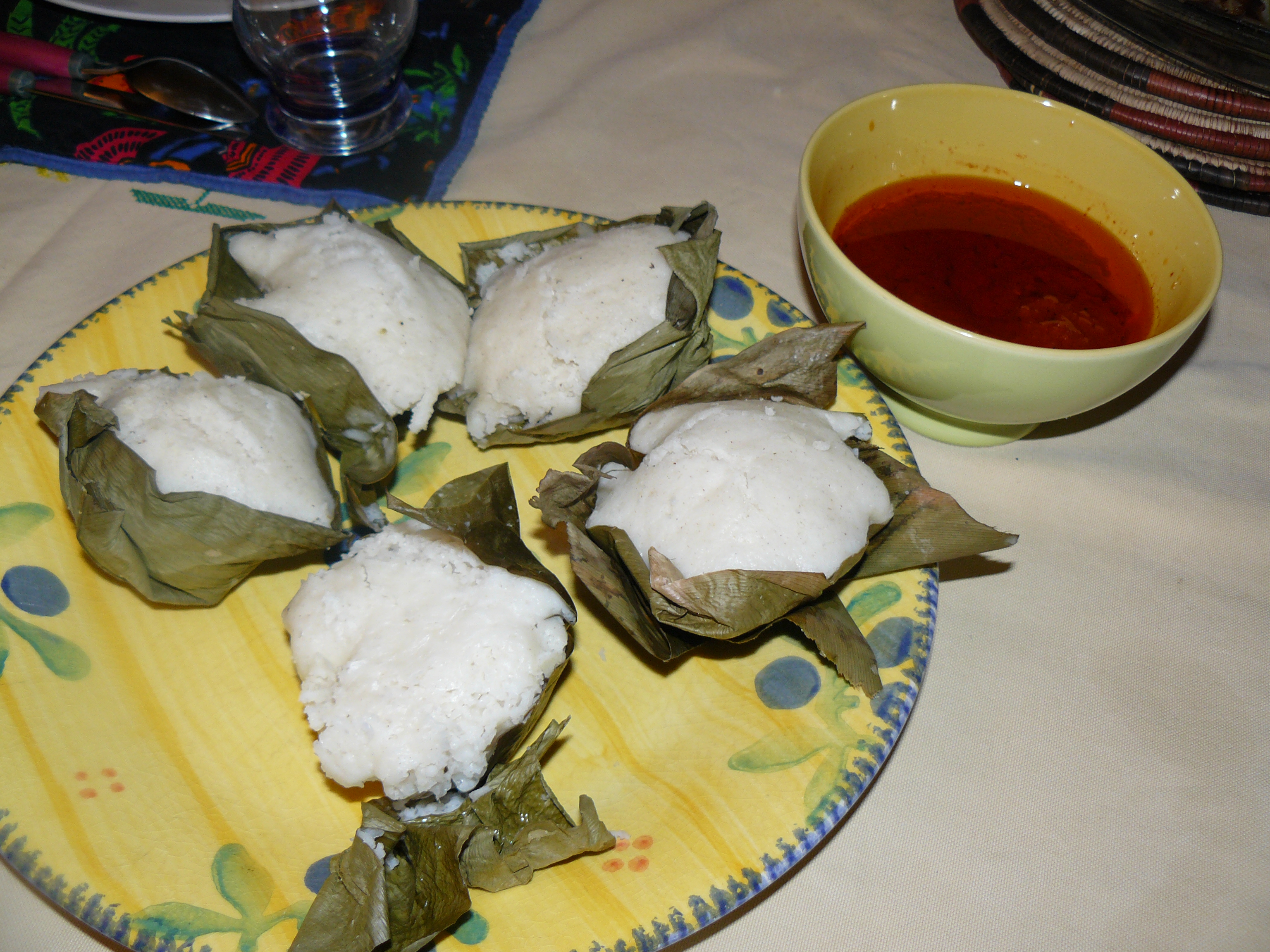
Ablo

## Příklady pokrmů z Toga
- Ablo, sladkost z mouky a cukru[2]
- Bageta
- Pâté (paštika)
- Fufu, nevýrazná příloha, která se v Togu nejčastěji vyrábí z batátů
- Koklo meme, grilované kuře s chilli
- Riz sauce d’arachide, rýžový pokrm s arašídovou omáčkou
- Jollof rice, rýžový pokrm podobný španělské paelle[3]
- Gbomo dessi, dušené hovězí se špenátem[1]
- Kozí maso
- Arašídy
- Krevety
- Z nápojů je rozšířeno víno, palmové víno a pivo[1]